# Brug 2277
Brug 2277 is een bouwkundig kunstwerk in Amsterdam-Noord.
Tijdens de afronding van de werkzaamheden van Ringweg Noord kwam er tussen die snelweg en De Nieuwe Noorder een graslandje zonder bestemming te liggen. Eeuwenlang was het grasland al dan niet met vee erop, maar de ringweg zorgde voor verdere stadsverdichting daar. Er kwam tussen 1996 en 1999 een woonwijk te liggen met de ietwat vreemde naam Diopter. Die wijk wordt omringd door water. Voor de verbinding met de omgeving werden vier bruggen aangelegd.
Brug 2277 is een verkeersbrug die het wijkje verbindt met de Berend Boeijingastraat. Deze straat is weliswaar toegankelijk voor alle verkeer, maar loopt eigenlijk aan beide uiteinden dood op een voet- en fietspad. De brug is daarom alleen voor bestemmingsverkeer. Aangezien de woonwijk een stuk lager ligt dan de genoemde straat ligt de brug hellend over de ringsloot om Diopter.
Het waren de jaren dat de stadsdeelkantoren (mede) verantwoordelijk waren voor de infrastructuurtijden; de Publieke Werken eerder verantwoordelijk voor bruggen was opgeheven. Het ontwerpen van bruggen werd uitbesteed. De brug, eerdere bekend als brug 1752, werd ontworpen door Chris de Jonge, Louis Hoogveld en Kees de Kat, dan samenwerkend onder architectenbureau DeJonge Hoogveld en deKat (1991-1999, later JHK-Architecten) uit Utrecht; zij ontwierpen tevens alle woningen voor het wijkje. Het werd vanwege het te verwachten autoverkeer een betonnen vaste brug; balusters (enigszins taps toelopend) en leuningen zijn van metaal, net als de valbescherming in de balustraden.
Met enige moeite is vanaf de brug het beeld The last dance van Herman Lamers te zien.

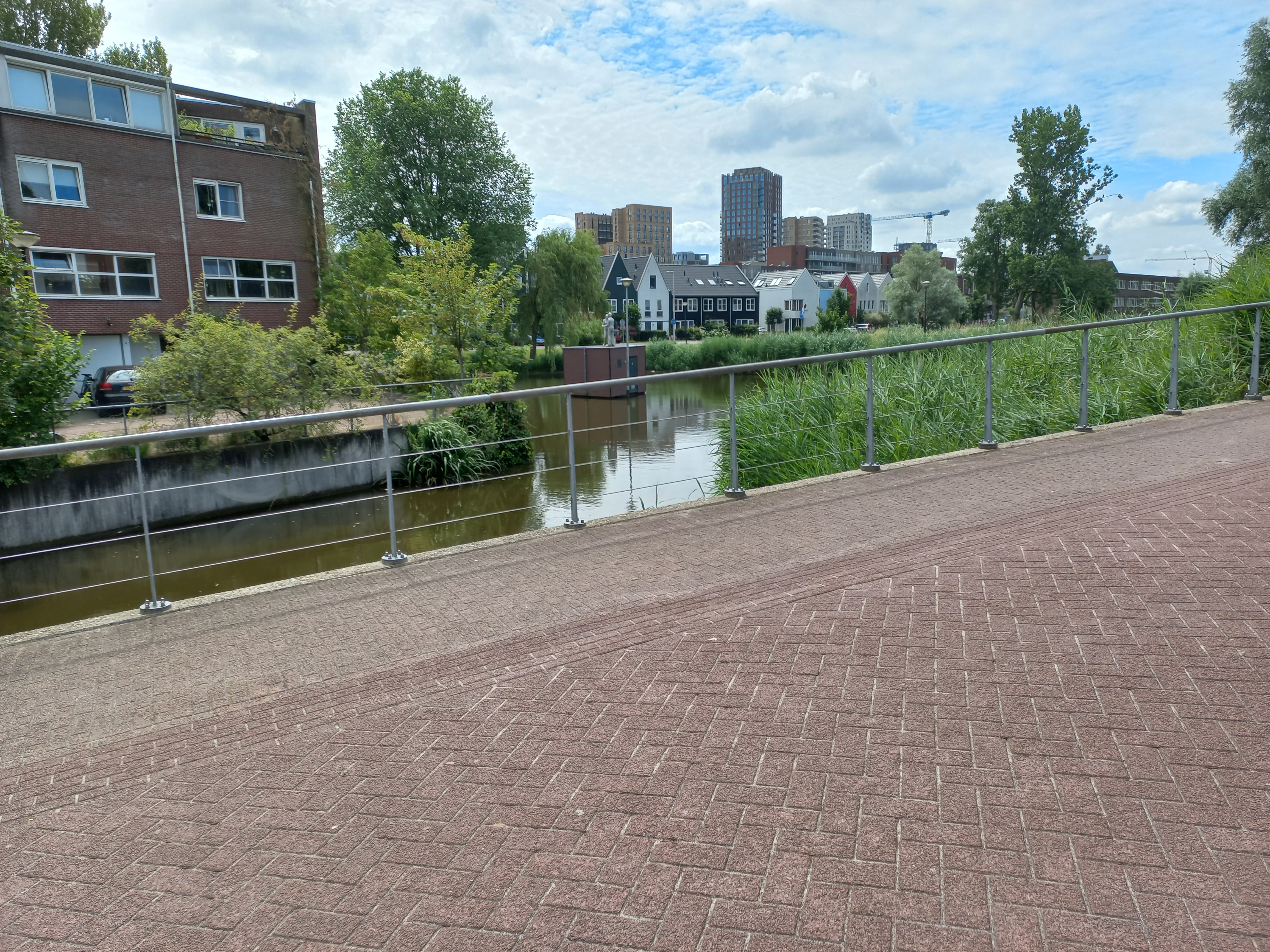
Uitzicht van brug 2277 op (in het midden) The last dance (juni 2024)